# Франсіско Вальдес
Франсіско Вальдес (ісп. Francisco Valdés, 19 березня 1943, Сантьяго — 10 серпня 2009, Сантьяго) — чилійський футболіст, півзахисник. По завершенні ігрової кар'єри — тренер. До 2019 року був рекордсменом за кількістю голів, забитих у чемпіонаті Чилі (215 голів).
Виступав, зокрема, за клуб «Коло-Коло», ставши однією з найбільших легенд в історії клубу, а також національну збірну Чилі, з якою став учасником двох чемпіонатів світу: 1966 і 1974 років.

## Клубна кар'єра
Франсіско Вальдес дебютував у складі «Коло-Коло» 27 травня 1961 року в матчі проти «О'Хіггінса» і захищав кольори клубу з перервами протягом 13 сезонів. У складі «Коло-Коло» Вальдес провів 371 офіційний матч, став дворазовим чемпіоном Чилі, володарем Кубка Чилі, а також фіналістом Кубка Лібертадорес 1973 року і був разом із Карлосом Касселі одним із лідерів тієї комакнди. Крім цього Вальдес став рекордсменом за кількістю голів забитих за «Коло-Коло» в чемпіонаті Чилі (178 у 353 іграх) і Кубку Лібертадорес (з 20 голами в 44 матчах). Друге досягнення згодом побив Естебан Паредес.
Також грав у складі команд «Уніон Еспаньйола», «Депортес Антофагаста», «Сантьяго Вондерерз» та «Кобрелоа», а завершив ігрову кар'єру у клубі «Сан-Маркос де Аріка», за який грав у 1979—1983 роках.

## Виступи за збірну
7 листопада 1962 року дебютував в офіційних іграх у складі національної збірної Чилі в матчі Кубка Карлоса Діттборна проти Аргентини (1:1).
У складі збірної був учасником чемпіонату світу 1966 року в Англії, але на поле жодного разу не вийшов. Втім вже на наступному для збірної чемпіонаті світу 1974 року у ФРН Вальдес вже був основним гравцем і зіграв у всіх трьох матчах — проти Західної Німеччини, Східної Німеччини та Австралії, втім команда не подолала груповий етап.
Наступного року поїхав з командою на Кубок Америки 1975 року, де разом з командою здобув «срібло», зігравши у матчі проти Перу, яка стала останньою для гравця за національну збірну. Загалом з 1962 по 1975 рік він провів у національній збірній 52 матчі, забивши 9 голів.

## Кар'єра тренера
Розпочав тренерську кар'єру, повернувшись до футболу після невеликої перерви, 1990 року, очоливши тренерський штаб клубу «Сан-Луїс де Кільота».
Протягом тренерської кар'єри також очолював команди «Кокімбо Унідо», «Лота Швагер», «Депортес Пуерто-Монт», «Рейнджерс» (Талька) та «Депортес Магальянес».
Останнім місцем тренерської роботи був клуб «Депортес Магальянес», головним тренером команди якого Франсіско Вальдес був протягом 1997 року.
Помер 10 серпня 2009 року на 67-му році життя внаслідок інфаркту міокарда.

## Досягнення

### Командні
збірна Чилі
- Володар Тихоокеанського кубка (2): 1965, 1968
- Володар Кубка Бернардо О'Хіггінса: 1966
- Володар Кубка Карлоса Діттборна: 1973

«Коло-Коло»
- Чемпіон Чилі (2): 1963, 1972
- Срібний призер чемпіонату Чилі (2): 1966, 1973
- Бронзовий призер чемпіонату Чилі (4): 1961, 1962, 1967, 1974
- Володар Кубка Чилі: 1974
- Фіналіст Кубка Лібертадорес: 1973

«Уніон Еспаньйола»
- Срібний призер чемпіонату Чилі: 1970

### Особисті
- 2-е місце в списку найкращих бомбардирів чемпіонату Чилі за всі часи: 215 голів